# Lubuak Jantan
Lubuak Jantan is een bestuurslaag in het regentschap Tanah Datar van de provincie West-Sumatra, Indonesië. Lubuak Jantan telt 9523 inwoners (volkstelling 2010).